# Kreissparkasse Saarlouis
Die Kreissparkasse Saarlouis ist eine saarländische Sparkasse mit Sitz in Saarlouis. Sie ist eine Anstalt des öffentlichen Rechts und wurde am 5. Januar 1857 gegründet. Das heutige Institut entstand am 1. November 1987 aus der Fusion der Kreis- und der Stadtsparkasse Saarlouis.

## Organisationsstruktur
Das Geschäftsgebiet der Kreissparkasse Saarlouis umfasst den Landkreis Saarlouis, welcher auch Träger der Sparkasse ist. Rechtsgrundlagen sind das Sparkassengesetz für das Saarland und die Satzung der Sparkasse. Organe der Sparkasse sind der Verwaltungsrat und der Vorstand. Die Kreissparkasse Saarlouis ist Mitglied des Sparkassenverbandes Saar und über diesen auch im Deutschen Sparkassen- und Giroverband.

## Geschäftszahlen
Die Kreissparkasse Saarlouis wies im Geschäftsjahr 2023 eine Bilanzsumme von 4,499 Mrd. Euro aus und verfügte über Kundeneinlagen von 3,466 Mrd. Euro. Gemäß der Sparkassenrangliste 2023 liegt sie nach Bilanzsumme auf Rang 109. Sie unterhält 35 Filialen/Selbstbedienungsstandorte und beschäftigt 720 Mitarbeiter.

## Sparkassen-Finanzgruppe
Die Kreissparkasse Saarlouis ist Teil der Sparkassen-Finanzgruppe und gehört damit auch ihrem Haftungsverbund an. Er sichert den Bestand der Institute und sorgt dafür, dass sie auch im Fall der Insolvenz einzelner Sparkassen alle Verbindlichkeiten erfüllen können. Die Sparkasse vermittelt Bausparverträge der regionalen Landesbausparkasse, offene Investmentfonds der Deka und Versicherungen der Saarland Versicherung. Im Bereich des Leasing arbeitet die Kreissparkasse Saarlouis mit der  Deutschen Leasing zusammen. Die Funktion der Sparkassenzentralbank nimmt die Landesbank Saar wahr.